# Rhun ap Iorwerth
Rhun ap Iorwerth (Tonteg, 27 agosto 1972) è un politico e giornalista britannico.

## Biografia

### Primi anni di vita e famiglia
Nato a Tonteg, ha studiato a Ysgol Rhyd-y-Main e Ysgol Gynradd Llandegfan prima di andare a Ysgol David Hughes a Menai Bridge. Ha studiato politica e gallese all'Università di Cardiff.
È sposato con tre figli, lui e la sua famiglia risiedono sull'isola di Anglesey.

### Carriera giornalistica
Nel 1994, è entrato a far parte della BBC Cymru Wales e ha lavorato come giornalista presso la BBC Westminster. Rientrato in Galles dopo il referendum sulla devoluzione del 1997, nel 2001 è diventato capo corrispondente politico della BBC nel Galles, incarico che ha ricoperto per cinque anni, prima di passare a presentare. È stato presentatore di The Politics Show Wales, Dragon's Eye, ampm, Good Morning Wales della BBC Radio Wales, del programma di notizie sulla colazione Post Cyntaf della BBC Radio Cymru e del programma di discussione politica settimanale Dau o'r Bae, e del principale programma di notizie serali della BBC per S4C Newyddion. È stato anche corrispondente regolare per le notizie della BBC Network, presente su tutti i canali della BBC News. Al di fuori delle notizie, ha presentato numerose serie per S4C, inclusa la copertura del National Eisteddfod, Y Rhufeiniaid e della serie artistica Pethe. 
Nel gennaio 2012, è stato annunciato come uno dei sostenitori del Cronfa Betsi Fund, il braccio benefico del Betsi Cadwaladr University Health Board.

### Carriera politica
Il 20 giugno 2013, l'ex leader del Plaid Cymru, Ieuan Wyn Jones, si è dimesso come deputato dell'Assemblea nazionale per il Galles per assumere un posto di guida nel nuovo Menai Science Park, innescando un'elezione elettorale nella circoscrizione elettorale.
Dopo aver ottenuto una dispensa speciale dal comitato esecutivo nazionale del Plaid (come giornalista politico al servizio, non poteva nominalmente essere membro di un partito politico), Rhun è stato accettato come candidato e si è immediatamente dimesso dai suoi impegni alla BBC Cymru Wales dal 26 giugno, incluso da Newyddion.
Le elezioni suppletive hanno provocato un duro dibattito locale, in cui la centrale nucleare di Wylfa è diventata una questione chiave, in cui Rhun si dichiarava favorevole al suo ampliamento. Se il Partito Laburista gallese avesse vinto, avrebbero avuto la maggioranza in Assemblea. Il 1º agosto 2013 Rhun ha ottenuto 12.601 voti, più del triplo dei voti garantiti dal candidato al secondo posto Tal Michael (Laburista), con una partecipazione del 42,45%.